# Luis Fazio
Luis Maria Fazio (Buenos Aires, 15 aprile 1911 – ...) è stato un calciatore argentino, di ruolo difensore.

## Carriera

### Club
Passa quasi tutta la carriera all'Independiente, dove vince un campionato argentino.
Emigrato in Uruguay, vince il campionato locale con il Nacional Montevideo.

### Nazionale
Gioca 3 partite in nazionale nella vittoriosa Coppa America del 1937.

## Palmarès

### Club

#### Competizioni nazionali
- Campionato argentino: 1

Independiente: 1938, 1939

### Nazionale
- Coppa America: 1

1937